# Blackburn Segrave
Il Blackburn Segrave fu un aereo da turismo quadriposto, bimotore e ad ala bassa, sviluppato dall'azienda aeronautica britannica Blackburn Aeroplane & Motor Company negli anni trenta.
Destinato al mercato dell'aviazione generale, venne realizzato in piccola serie, prodotto sia in Inghilterra dalla Blackburn, che in Italia, su licenza, dalla S.A. Piaggio & C., che lo commercializzò come Piaggio P.12.

## Storia del progetto
Il modello venne progettato dal pilota automobilistico ed ex pilota da caccia sir Henry Segrave, in quel momento detentore del record mondiale di velocità per veicoli con la KLG Golden Arrow, che dopo aver partecipato alla prima guerra mondiale nei Royal Flying Corps decise di concretizzare la passione per la velocità dedicandosi al raggiungimento di vari primati su terra e sulla superficie dell'acqua. Rimasto legato anche al mondo dell'aviazione decise di avviare lo sviluppo di un velivolo monoplano bimotore a quattro posti a struttura lignea e destinato al mercato dell'aviazione civile per voli turistici.
Per concretizzare il progetto, Segrave contattò la Saunders-Roe che iniziò la costruzione del velivolo, indicato come Saro Segrave Meteor I, costruito nei propri stabilimenti di Cowes. Il prototipo, immatricolato G-AAXP, venne portato in volo per la prima volta il 28 maggio 1930, tuttavia il suo sviluppo risentì dell'incidente mortale occorso a Segrave il successivo 13 giugno, dopo che aveva appena stabilito un nuovo record di velocità sull'acqua con il motoscafo Miss England II.
Il velivolo venne presentato a Roma, all'attenzione dell'allora Ministro dell'aeronautica Italo Balbo. In quell'occasione il Ministero si dimostrò interessato a stipulare un accordo per l'acquisto di una licenza di costruzione, la quale venne poi ceduta alla Piaggio per avviarne la produzione in serie come Piaggio P.12.
In quel periodo la Saunders Roe era impegnata nello sviluppo di altri modelli e non riuscendo a gestire la costruzione di una sua variante metallica, cedette il progetto alla Blackburn, la quale avviò la costruzione, presso gli stabilimenti nei pressi dell'Aeroporto di Brough, di due esemplari realizzati con struttura in alluminio e indicati inizialmente come Blackburn CA.18 Segrave. In seguito la Blackburn cambiò le proprie convenzioni di designazione ed il modello venne ribattezzato Blackburn B.1 Segrave.
Il B.1 Segrave iniziò anch'esso un tour dimostrativo in Europa volto a proporre il nuovo modello sul mercato internazionale, tuttavia la Blackburn non riuscì a sottoscrivere alcun ordine. L'azienda decise comunque di realizzare un terzo esemplare, identificato come Blackburn CA.20 Segrave II, sul quale decise di avviare una serie di test adottando una nuova ala dalla struttura monolongherone.

## Modelli realizzati
Segrave Meteor (marche G-AAXP)
prototipo, di costruzione lignea; dopo il suo iniziale uso come dimostratore tecnologico, venne utilizzato come aereo privato fino alla sua radiazione avvenuta a Brought nel 1932.
Segrave I (marche G-ABFP)
prima versione con struttura metallica, utilizzato inizialmente dalla compagnia aerea British Air Navigation Company (BANCO) in voli charter attraverso il Canale della manica per poi essere venduto all'utenza privata. Venne demolito a Brought nel 1934.
Segrave I (marche G-ABFR)
secondo esemplare con struttura metallica, utilizzato dalla compagnia aerea North Sea Aerial & General Transport Company fino al 1935, essenzialmente per un servizio di trasporto passeggeri tra le sponde del fiume Humber, per poi essere ceduto alla British Air Transport al campo d'aviazione di Redhill. Risulta radiato nel 1938.
Segrave II (marche G-ACMI)
portato in volo il 2 febbraio 1934, venne utilizzato dalla Blackburn per un programma di test fino al suo smantellamento a Brough avvenuto nel 1935. In seguito la cellula verrà trasportata al Loughborough College, nel Leicestershire, ed utilizzata a scopo didattico.
Piaggio P.12
versione su licenza, realizzato in due esemplari.